# Mariángeles Lázaro Guil
Mariángeles Lázaro Guil (Almería, 17 de abril de 1959), conocida artísticamente como GUIL, es una escultora y pintora española especializada en arte público, y, desde la década de 1990, en la talla del mármol. Es autora, entre otros, del Monumento a las víctimas del campo de concentración de Mauthausen (Almería).

## Biografía
Nació en Almería el 17 de abril de 1959, hija de José Lázaro Nabarro y Ángeles Guil de Tébar. Firma sus obras con el segundo apellido en honor a su madre. A los 12 años ingresó en la Escuela de Arte de Granada, especializándose en cerámica y metales bajo la dirección de Agustín Morales-Alguacil, donde estudió con Francisco López Burgos. Posteriormente, continuó sus estudios en la Universidad de Sevilla, donde cursó Bellas Artes bajo la tutela de Carmen Jiménez, aprendiendo diversas técnicas artísticas, como la escultura.
Finalmente, entre 1981 y 1986, completó su formación con un doctorado en la Universidad Autónoma de México, donde se especializó en Arquitectura Singular bajo la dirección de Mathias Goeritz. Recibió la medalla de la Real Academia de Bellas Artes de Granada.

## Obra
Entre sus obras de arte público, destacan dos grandes instalaciones artísticas conocidas como Los rayos de sol y Luz, que ocupan los espacios exteriores del Palacio de Justicia de Gela (Italia).

### Monumentos
- Monumento a La Mojaquera (1989)[15]
- Monumento a Los Pescadores (1991)[16]
- Monumento a las víctimas del campo de concentración de Mauthausen (Almería) (1999).[17] El 20 de marzo de 2012, fue uno de los catorce monumentos declarados lugares de la memoria histórica de Andalucía.[18]

- Monumento a los obreros de la Huelga del 70 (2000)[19]

### Obra arquitectónica

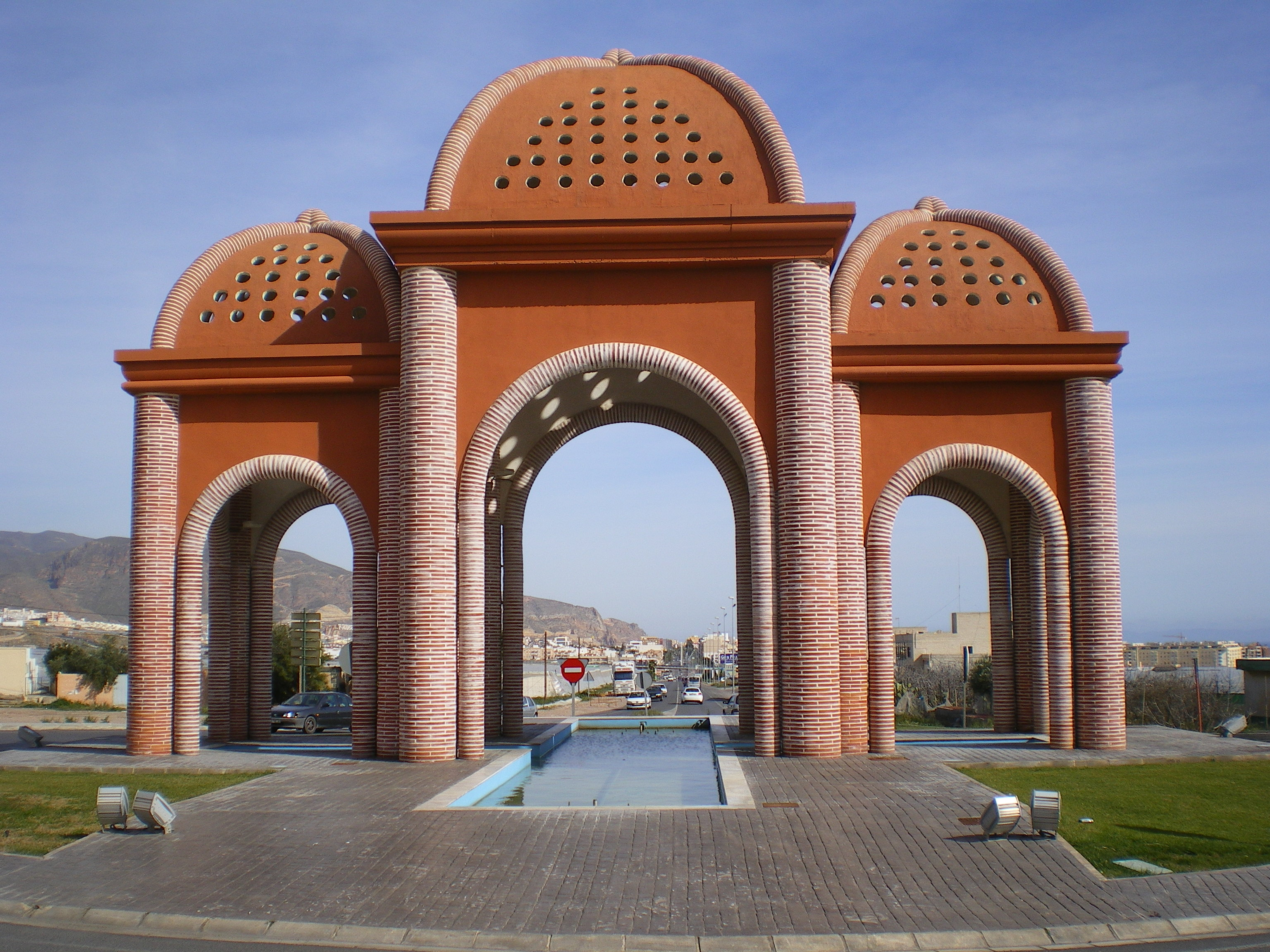
Puerta de Vícar

- Puerta de Vícar (2007)[20]

### Catedral de Guadix
- San Pedro y los Siete Varones Apostólicos (fachada) (1992) [21]

- La Piedad de Guadix [22]

## Premios y reconocimientos
Desde 1979, Guil ha creado 35 obras monumentales de  Escultura Pública y Arquitectura Singular, a través de concurso público en España, Italia, Francia, Israel, Marruecos y Argelia, recibiendo distinciones por su trayectoria:
- Premio de Artistas Jóvenes, otorgado por la Fundación Robles Pozo en Granada (1977).[24]
- Premio y Medalla de la Real Academia de Bellas Artes (1987).[11]
- Premio Internacional del Ministerio de Asuntos Exteriores de España (1993).[11]

### En arquitectura y escultura pública
- Premio en Escultura Pública – Monumento a la Tolerancia de las Víctimas de Mauthausen, Almería, España (1998). [25]
- Primer Premio de Arquitectura Singular – Boulevard de Vícar, Almería, España (2007).[25]